# Nyctemera evergista
Nyctemera evergista là một loài bướm đêm thuộc phân họ Arctiinae, họ Erebidae.